# Зальцбурзькі кльоцки
За́льцбурзькі кльо́цки (нім. Salzburger Nockerln, Soizburga Noggal на австро-баварському діалекті) — десерт, запечене солодке ванільне суфле, знаменитий делікатес із Зальцбурга.
Подібно кайзершмаррну або яблучному струделю, зальцбурзькі кльоцки стали уособленням австрійської кухні. Вважається, що їх придумала на початку XVII століття Соломія Альт, дочка багатого купця і фаворитка князя-єпископа Зальцбурга Вольфа Дітріха Ратенау. Присипані пудрою гори суфле символізують засніжені пагорби гір Фестунг, Мьонх і Капуцинер, що оточують старе місто.
Яєчні білки збивають з цукром і винним каменем до міцних піків. Вмішують яєчні жовтки та пшеничне борошно. У форму для запікання вливають молоко або вершки з ваніллю й лимонною цедрою. Лопаткою або ложкою викладають кльоцки у вигляді трьох пагорбів і запікають при низькій температурі в печі. Зальцбурзькі кльоцки завжди подають свіжоприготовленими, присипавши цукровою пудрою. Іноді гарнірують ванільним, малиновим або шоколадним соусом, збитими вершками, морозивом. Існують різні варіанти кльоцок, кожен австрійський ресторан має власний рецепт.
Австрійський композитор Фред Раймонд в 1938 році написав оперету «Сезон в Зальцбурзі» або «Зальцбургські кльоцки» (нім. Saison in Salzburg (Salzburger Nockerln)). У тексті оперети десерт називають «Солодким, як любов, і ніжним, як поцілунок» (нім. «Süß wie die Liebe und zart wie ein Kuss»).